# Vesperus joanivivesi
Vesperus joanivivesi är en skalbaggsart som beskrevs av Antonio Vives 1998. Vesperus joanivivesi ingår i släktet Vesperus och familjen långhorningar. Inga underarter finns listade i Catalogue of Life.